# Maliq Bushati
Maliq bej Bushati, född den 8 februari 1880 i Shkodra i Osmanska Albanien, död den 15 februari 1946, var en albansk politiker.
Maliq bej Bushati var 1919–1920 redaktör för tidningen Populli. 1921–1923, 1925 och fortsättningsvis var han parlamentsledamot. Efter den italienska invasionen av Albanien gav han sitt stöd för ockupationsmakten och blev landets inrikesminister. Trots hans påstådda samröre med Balli Kombëtar blev han utnämnd till Albaniens statsminister av den italienska ockupationsmakten. En armé- och polisstyrka skapades under hans tid vid makten för att ge sken av ett visst mått av självstyre inom landet. Han ersattes på sin post efter tre månaders tid av Eqrem bej Libohova och blev därefter överhuvud för Nationella fascistpartiet i Albanien. Maliq bej Bushati arkebuserades våren 1946 på grund av sitt samröre med fascisterna.